# شاخه‌دار
شاخه‌دار(نام علمی: Cladophora) نام یک سرده از تیره شاخه‌داران است.